# Crassolabium
Genre
Crassolabium est un genre de nématodes de la famille des Qudsianematidae et de l'ordre des Dorylaimida.

## Liste des espèces
Crassolabium aenigmaticum – Crassolabium angulosum – Crassolabium australe – Crassolabium baldum – Crassolabium brachycephalum – Crassolabium circuliferum – Crassolabium confusum – Crassolabium cylindricum – Crassolabium diversum – Crassolabium dogieli – Crassolabium elegans – Crassolabium eroshenkoi – Crassolabium ettersbergense – Crassolabium garhwaliense – Crassolabium goaense – Crassolabium gracile – Crassolabium himalum – Crassolabium kaszabi – Crassolabium lautum – Crassolabium major – Crassolabium malagasi – Crassolabium medianum – Crassolabium montanum – Crassolabium neohimalum – Crassolabium nepalense – Crassolabium nothus – Crassolabium papillatum – Crassolabium paracirculifer – Crassolabium parvulum – Crassolabium persicum – Crassolabium plica – Crassolabium porosum – Crassolabium projectum – Crassolabium pumilum – Crassolabium rhopalocercum – Crassolabium robustum – Crassolabium saccatum – Crassolabium seychellense – Crassolabium tenuistylum – Crassolabium vietnamense